# Poetica (iiO)
Poetica è il primo album in studio del gruppo musicale dance statunitense iiO. È stato pubblicato nel Marzo 2005.
Sei brani dell'album sono stati pubblicati come singoli: Rapture, At the End, Smooth, Runaway, Kiss You e Is it Love?.

## Tracce
Testi e musiche di Nadia Ali e Marcus Moser.
1. Rapture – 4:15
2. At the end – 3:39
3. Smooth – 4:33
4. Runaway – 3:39
5. Kiss you – 4:20
6. Chastity – 9:22
7. Tantric – 3:34
8. Rebel – 5:14
9. Is it love? – 4:32
10. Be it – 6:16
11. Give it up – 6:51
12. Hangin on – 3:25
13. The one – 4:38
14. What a way – 4:05
15. Poetica – 1:47
16. Kiss you – 3:47 – Disponibile solamente nella riedizione americana